# Christiaan Bonifacius van der Tak (1900-1977)

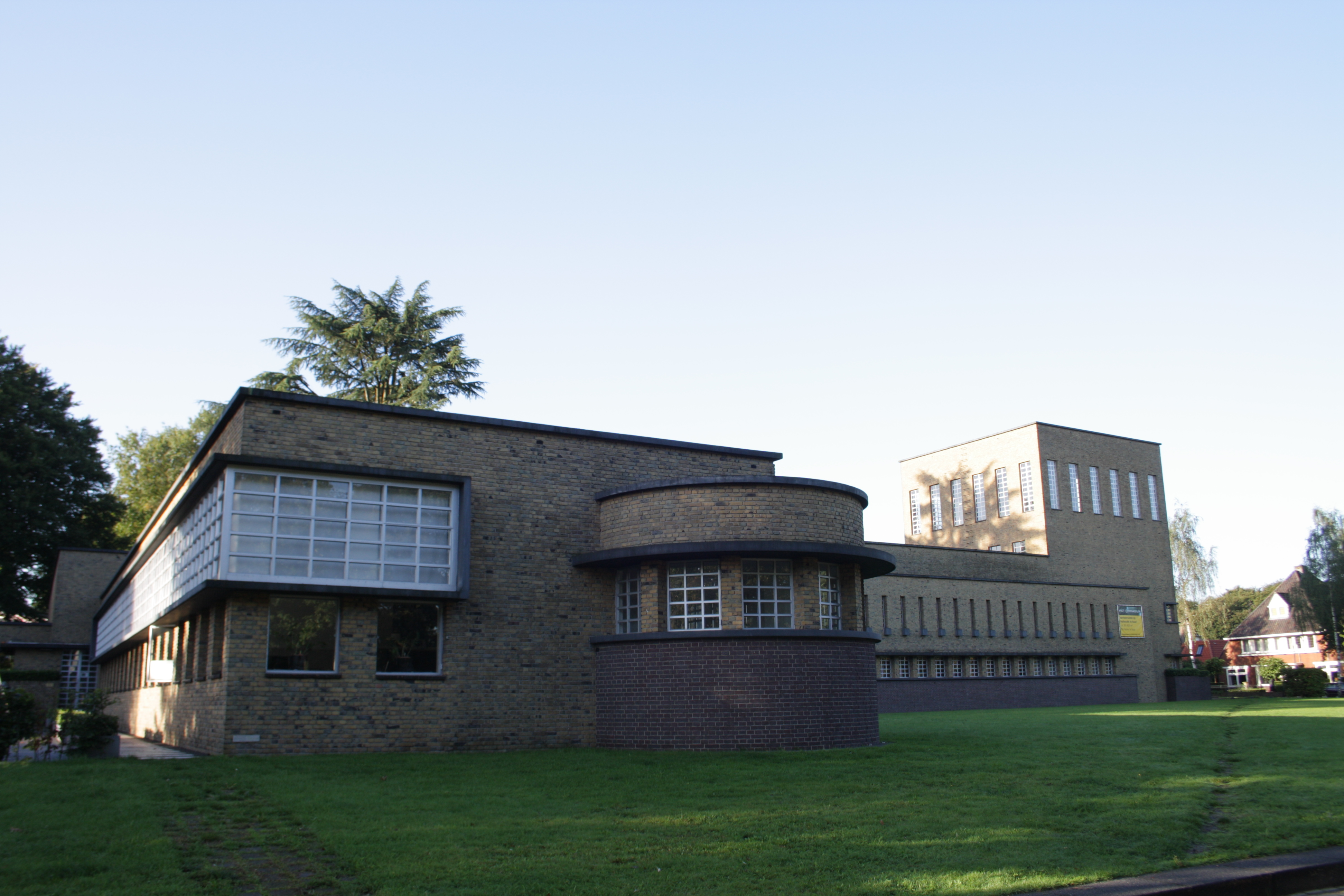
Het Stedelijk Gymnasium.

Christiaan Bonifacius van der Tak (Rotterdam, 17 augustus 1900 – Oosterbeek, 7 maart 1977) was een Nederlands architect. Hij was stadsarchitect van Amersfoort van 1928 tot 1945. Aan het eind van de Tweede Wereldoorlog, werd, na de bevrijding van Amersfoort, Van der Tak als NSB-lid in mei 1945 ontslagen en gevangen gezet in het Kamp Amersfoort. Als gemeentearchitect werd hij opgevolgd door David Zuiderhoek.
Van der Tak ontwierp in 1930 het aula-complex van de Amersfoortse Begraafplaats Rusthof in Leusden. Van der Tak ontwierp in 1932 de Openluchtschool voor Amersfoort aan de Hobbemastraat, dit was toentertijd zeer experimenteel. Niet alleen de ramen van het gebouw konden open, maar ook de wanden van de lokalen konden weggeschoven worden. In 1932 ontwierp Van der Tak ook het Stedelijk Gymnasium Johan van Oldenbarnevelt, een voorbeeld van Zakelijk Expressionisme. In 1941 ontwierp Van der Tak het nieuwe politiebureau van Amersfoort. Het gebouw werd in 1978 gesloopt, iets dat vele mensen toentertijd betreurden.
Van der Tak heeft ook vele restauraties uitgevoerd in Amersfoort, zowel voor als tijdens de Tweede Wereldoorlog (1940-'45).
Hij was een achterkleinzoon van de gelijknamige architect C.B. van der Tak (1814-1878).

## Lijst van bouwwerken in Amersfoort
- Pompstation, Hogeweg 205
- Transformatorhuisje, Hogeweg 205
- Volkswoningen (1932), Dreyershofje
- Jacob van Campenschool, Vondellaan
- Schoolgebouw (1929), Noorderwierweg
- Pompgemaal, Sint Andriesstraat
- Schoolgebouw, Bisschopsweg